# Sanzhiyka
Sanzhiyka  (ucraniano: Санжійка) es una localidad del Raión de Ovidiopol en el Óblast de Odesa de Ucrania. Según el censo de 2001, tiene una población de 791 habitantes.